# Distretto di Horasan
Il distretto di Horasan (in turco Horasan ilçesi) è uno dei distretti della provincia di Erzurum, in Turchia.